# لوكسا أندريتش
لوكسا أندريتش (بالكرواتية: Lukša Andrić)‏ مواليد 29 يناير 1985، هو لاعب كرة سلة كرواتي ويحمل الرقم 24. يبلغ طوله 6 قدم 10.5 بوصة (2.1 م).

## فرق لعب لها
- غلطة سراي لكرة السلة
- تورك تيليكوم

## الميداليات
| الميدالية | المسابقة                        |
| --------- | ------------------------------- |
| ذهبية     | ألعاب البحر الأبيض المتوسط 2009 |

## روابط خارجية
- لوكسا أندريتش على موقع الاتحاد الدولي لكرة السلة (الإنجليزية)
- لوكسا أندريتش على موقع الدوري الأوروبي لكرة السلة (الإنجليزية)
- لوكسا أندريتش على موقع الدوري الإسباني لكرة السلة (الإسبانية)
- لوكسا أندريتش على موقع كرة السلة الأوروبية.كوم (الإنجليزية)
- لوكسا أندريتش على موقع ريلجم (الإنجليزية)
- لوكسا أندريتش على موقع بروبوليرز (الإنجليزية)
- لوكسا أندريتش على موقع سبورتس رفرنس (الإنجليزية)